# موتيجي
موتيجي (茂木町 Motegi-machi) هي بلدة تقع في محافظة توتشيغي في اليابان يقدر عدد سكان البلدة بـ 13,501 نسمة حسب إحصاء مايو 2015، والكثافة السكانية 78.2 نسمة لكل كم2. ومساحتها الإجمالية 172.69 كم2. تقع في أقصى الحدود الشرقية من محافظة توتشيغي.
تحتوي البلدة على حلبة موتيجي التي شيدتها شركة هوندا والتي يستضاف بها جميع أنواع السيارات ويتم إجراء سباق بينهم.

## وصلات خارجية
- الموقع الرسمي (باليابانية)